# ثنیه
ثنیه (به عربی: الثنیة) یک منطقهٔ مسکونی در الجزایر است که در ناحیه ثنیه واقع شده‌است. ثنیه ۱۹٬۰۷۸ نفر جمعیت دارد و ۳۰۱ متر بالاتر از سطح دریا واقع شده‌است.